# El próximo enemigo
 El próximo enemigo es una película coproducción de Argentina y Reino Unido filmada en colores dirigida por Robert Young sobre el guion de Arthur Hopcraft según la novela No place to hide, de Ted Allbeury que se estrenó el 1 de diciembre de 1994 y que tuvo como actores principales a Sam Neill,  Talisa Soto, James Fox y Michael Kitchen. Tuvo los títulos alternativos de The Hostage y Contra toda ley.

## Sinopsis
Mientras busca en Argentina a un compañero secuestrado por terroristas, un agente secreto británico se enamora de una hermosa joven.

## Reparto
- Sam Neill	...	John Rennie
- Talisa Soto	...	Joanna
- James Fox	...	Hugo Paynter
- Michael Kitchen	...	Fredericks
- Art Malik	...	Khalim
- Cristina Higueras	...	Gabriella
- Nigel Hastings	...	Williams
- Jean Pierre Reguerraz	...	Juan
- Elizabeth Garvie	...	Mary Rennie
- Trevor Bannister	...	Mason
- Leonie Mellinger	...	Mrs. Mason
- Vando Villamil	...	Ryan
- Jorge Baza de Candia	...	Lambert
- Bill Stewart	...	Empleado de funeraria 1
- Thomas Craig	...	Empleado de funeraria 2
- Jane Kinninmont	...	Hijo de Rennie
- Kate Young	...	Hijo de Rennie
- Annie Estrada Mora	...	Hijo de Khalim
- Carolina Estrada Mora	...	Hijo de Khalim
- Nora Codina	...	Bailarina de tango
- Esteban Wozniuk	...	Bailarín de tango
- Diego Leske	...	Matón 1
- Martin Murano	...	Matón 2
- Enrique Latorre	...	Barman
- Martín Coria	...	Asesino
- Virginia Lombardo	...	Secuestradora  1
- Nora Duco	...	Secuestradora 2
- Miguel Ángel Paludi	...	Secuestrador
- Armando Capo	...	Chofer del secuestro
- Dennis Dunn	...	Doctor
- Claudio Rissii	...	Chofer de Khalim

## Comentarios
Gente escribió:

«El haber realizado este mamarracho no merece siquiera contar el argumento. Consejo: lo hicieron para el enemigo.»

Adrián C. Martínez opinó  en La Nación

«El director no hizo nada para vitalizar el relato que se desarrolla en Buenos Aires con personajes de fondo que hablan con risible acento centroamericano y donde el tango, aquí muy de exportación, aparece ridículamente caricaturizado.»

Marcelo Panozzo en Clarín dijo:

«Es una mala película de acción y suspenso que sin embargo, alcanza grandes momentos de comedia involuntaria.»